# Brussels Black Angels
De Brussels Black Angels is een Belgisch American footballteam met thuisbasis Brussel. Het team werd in 1987 opgericht. Zij behoren met nog zeven andere Vlaamse teams tot de Flemish Football League (FFL) conferentie in de Belgian Football League (BFL).
Het 2022 seizoen was er een waarbij de Black Angels speelden in de FFL met ook 1 match tegen de Limburg Shotguns die toen reeds in de Belgian Netherlands League (BNL) speelden. Na een seizoen met zes overwinningen werd in 2023 gekozen om ook deel te nemen aan de nieuw opgerichte competitie BNL. Hierbij zijn een van de vier Belgische ploegen met ook de Amsterdam Crusaders die deel nemen in dit seizoen. 

## Resultaten

### Nationaal
- 1994: Winnaar van de Belgische Kampioenschap 2e divisie
- 1996: vicekampioen van België (Divisie 1)
- 1997: vicekampioen van België (Divisie 1)
- 1998: vicekampioen van België (Divisie 1)
- 2003: Winnaar van het Belgische Kampioenschap
- 2004: halvefinalist van het Belgische Kampioenschap
- 2005: vicekampioen van België
- 2006: halvefinalist van het Belgische Kampioenschap
- 2007: vicekampioen van België
- 2008: vicekampioen van België
- 2009: halvefinalist van het Belgische Kampioenschap
- 2010: halvefinalist van het Belgische Kampioenschap
- 2015: Winnaar Belgian Bowl
- 2017: Winnaar Belgian Bowl
- 2018: Winnaar Belgian Bowl
- 2019: Winnaar Belgian Bowl
- 2022: Winnaar FAFL
- 2025: Winnaar Belgian Bowl

### Internationaal
- 1997: deelname aan de Eurocup
- 1998: deelname aan de Eurocup
- 1999: Deelname aan het Benelux Kampioenschap
- 2000: Deelname aan het Benelux Kampioenschap

Belgian Bowl

Gerelateerde onderwerpen: European Federation of American Football (EFAF) · American Football Bond Nederland · Tulip Bowl